# Stadtblatt
Das Stadtblatt war eine Tageszeitung und zuletzt Gratis-Sonntagszeitung aus Winterthur in der Schweiz.
Die kleine Zeitung entstand aus der Arbeiterbewegung und kämpfte gegen das freisinnige Neue Winterthurer Tagblatt und den demokratischen Landboten.
Zuletzt wurde die Zeitung von der Stadtblatt AG (vormals Stadtblatt Verlags AG) herausgegeben und wurde jeden Sonntag gratis in alle Haushalte verteilt. Es handelte sich um die einzige Gratis-Sonntagszeitung der Deutschschweiz und die einzige Sonntagszeitung, welche sich auf das Lokalgeschehen beschränkt. Durch die Umstellung von der abonnierten Wochen- zur frei zugestellten Sonntagszeitung verzehnfachte sich die Auflage bei einer Verdoppelung des Budgets.

## Geschichte
Im Jahr 1897 wurde im Winterthurer Industrievorort Töss eine dreimal wöchentlich erscheinende linke Wochenzeitung unter dem Namen Anzeiger von Töss lanciert. Später firmierte sie als Winterthurer Bezirksanzeiger und Anzeiger von Töss. 1903 kauften die beiden Sozialdemokraten Walter und Gremminger den Bezirksanzeiger und schlossen mit der Arbeiterunion Winterthur einen Vertrag ab, der die Zeitung zum sozialdemokratischen Parteiblatt machte. Ab 1. Oktober hiess die Zeitung Winterthurer Arbeiterzeitung (ab 1970 abgekürzt Winterthurer AZ) und wechselte im Laufe des Jahres 1904 auf tägliches Erscheinen. Ab 1914 übernahm die Winterthurer AZ den überregionalen Teil vom Zürcher Volksrecht.
1970 bis 1972 bildeten die Zeitungen Freier Aargauer (Aarau), Thurgauer AZ (Arbon), AZ Abendzeitung (Basel), Freie Innerschweiz (Luzern), Das Volk (Olten), Volksstimme (St. Gallen), Schaffhauser AZ, Oberländer AZ (Wetzikon), Volksrecht (neu Zürcher AZ) und Winterthurer AZ einen Verbund mit einem gemeinsamen nationalen Mantel («AZ-Ring»). Darauf produzierte die Zürcher AZ für ein Jahr den gemeinsamen Mantelteil. Nach dessen Einstellung war die sozialdemokratische Winterthurer AZ aus Kostengründen gezwungen, für die In- und Auslandseiten mit dem freisinnigen Badener Tagblatt zu kooperieren. Diese umstrittene Zusammenarbeit dauerte bis 1988.
Die Winterthurer AZ erschien ab 1988 zusammen mit der Ostschweizer AZ (St. Gallen), der Schaffhauser AZ, der Berner Tagwacht und dem Volksrecht (später DAZ, Zürich) in einem Kopfblattsystem mit gemeinsamen Mantelseiten. Diese waren nun aber nicht mehr sozialdemokratisch oder gewerkschaftlich, sondern links-grün. So erfolgte die Ablösung von der Parteipresse. Nachdem einige dieser Partnerzeitungen ihr Erscheinen hatten einstellen müssen, wandelte sich die sozialdemokratische Tageszeitung per 1997 zur dreimal wöchentlich erscheinenden «unabhängigen und reflektierenden Wochenzeitung» unter dem Namen Stadtblatt. Bis 2007 erschien das Stadtblatt als Abonnentenzeitung, ab 2008 als werbefinanzierte Sonntagszeitung, die in alle Haushalte verteilt wurde. Durch den Wechsel von der donnerstäglichen zur sonntäglichen Erscheinungsweise verlor das Stadtblatt den Status als amtliches Publikationsorgan.
Am 7. Juni 2008 musste der Verlag die Mitarbeiter entlassen und das Erscheinen des Stadtblatts einstellen. Laut Guido Blumer, Verleger des Stadtblatts, sei das Konzept unter den Lesern zwar angekommen, jedoch scheiterte man schliesslich am Inseratemarkt.
Mitte 2009 meldete die Stadtblatt AG Konkurs an. Pläne, das Stadtblatt als Gratis-Wochenblatt wiederauferstehen zu lassen, indem Sponsoren gesucht wurden, um die Schulden von 700'000 Fr. zu tilgen, und Kosteneinsparungen bei Büroräumlichkeiten und durch eine Umstrukturierung der Redaktion erzielt werden sollten, zerschlugen sich.

## Auflage
- 1950: 5'000
- 1960: 4'000
- 2007: 4'400
- 2008: 46'000 (Umstellung auf Gratis-Sonntagszeitung)